# Myrmicaria vidua
Myrmicaria vidua är en myrart som beskrevs av Smith 1858. Myrmicaria vidua ingår i släktet Myrmicaria och familjen myror. Inga underarter finns listade i Catalogue of Life.